# Murmi
Murmi ist die Hauptfigur aus der gleichnamigen Schweizer Kindersendung, die auf elf lokalen Fernsehsendern in der Schweiz, beispielsweise auf Tele M1 im Kanton Aargau oder auf Tele Tell in der Innerschweiz, ausgestrahlt werden. Erfunden wurde Murmi vom Artisten Thomy Widmer. Zahlreiche öffentliche Auftritte und Autogrammstunden sorgen für einen relativ grossen Beliebt- und Bekanntheitsgrad.
Wöchentlich erreicht die Sendung über 550.000 Haushalte in der Deutschschweiz.

## Figur
Murmi wird von einem Kostümdarsteller gespielt. Das bauschige Kostüm ist aus orangefarbenem Kunstfell gefertigt, hat schwarze Tatzen mit weissen kleinen Krallen und einen grossen Kopf mit ein paar Schnurrbarthaaren, übergrossen schwarzen Augen und Schneidezähnen, die immer ein kleines bisschen sichtbar sind. Es soll in kindgerechter Manier ein Murmeltier (schweizerdeutsch Murmi oder Murmeli) darstellen. Murmi spricht mit fröhlicher und relativ hoher Fistelstimme.
Murmis sympathisches Wesen ist kindlich unverdorben und sehr herzlich, es kann aber auch spitzbübisch und schlagfertig sein. Die Figur ist sehr wissensdurstig und interessiert; ihr Begleiter Geri S. Gwonder (Thomy Widmer) muss deshalb in allen Sendungen sehr viel mit ihr unternehmen, um ihr immer wieder interessante Begegnungen und Eindrücke verschaffen zu können. Zusammen erleben die beiden viel Überraschendes, und Murmi vermag noch auch an den einfachsten Dingen grosse Freude zu haben.

## Geschichte
Die Vorgeschichte besagt, dass Murmi in den Schweizer Bergen gelebt habe und vom Fotoreporter Geri S. Gwonder entdeckt worden sei. Aus der zufälligen Begegnung habe sich dann eine tiefe Freundschaft entwickelt.
In ihren Abenteuern reisen die beiden durch die Schweiz. Sie besuchten beispielsweise eine Leimfabrik und einen Landwirtschaftsbetrieb, der Erdbeeren produziert. Es gibt aber auch Folgen, die ausserhalb Murmis Heimatland spielen (etwa die Reihe „Murmis Abenteuer auf Mallorca“).

## Trivia
- Der „Murmi-Tanz“ (in einer zweiten Version „Murmi-Dance“) ist vom Komponisten des weltberühmten Ententanz, Werner Thomas, kreiert worden.